# Contrat de performance énergétique
Pour les articles homonymes, voir CPE.
Un contrat de performance énergétique (CPE) est un partenariat entre un maître d'ouvrage et un opérateur afin de fixer un objectif d'efficacité énergétique.
Il a été institué, en France, par l'article 5 de la loi n° 2009-967 du 3 août 2009 de programmation relative à la mise en œuvre du Grenelle de l'environnement (dite loi Grenelle I).

## Présentation
Définition : « Le contrat de performance énergétique a pour objet de garantir dans la durée une amélioration de l'efficacité énergétique d'un bâtiment ou ensemble de bâtiments existant. L'amélioration de l'efficacité énergétique consiste en la réduction de la consommation énergétique et, le cas échéant, la modification du niveau de service ».
Le premier contrat a été conclu en décembre 2009.

## Le1ermarché public de performance énergétique (MPPE)
Le 1er contrat de performance énergétique (CPE) entre un industriel et une collectivité en France a été conclu entre la ville de Domène (38) et Schneider Electric en octobre 2012, sous la forme d'un marché public de performance énergétique (MPPE).
Signé pour une durée de 8 ans, le MPPE garantira contractuellement une réduction de 14 % des coûts énergétiques supportés par la commune. Les résultats seront validés par le protocole international de mesure et de vérification de la performance énergétique, protocole destiné à prouver les gains d’énergie réalisés à la suite de la mise en œuvre de solutions d’efficacité énergétique.

## Limites des CPE
En 2011, soit deux ans après la promulgation de la loi dite Grenelle I, le Ministère de l'écologie, du développement durable, des transports et du logement commande un rapport au cabinet d'avocats Lefèvre Pelletier & Associés pour évaluer le dispositif. Bien que positif quant à l'efficacité des CPE, l'exercice conclut sur un bilan nuancé et identifie de nombreux freins juridiques et techniques à leur généralisation sur tout le territoire :
"Freins économiques et financiers. Sur le plan économique et financier, le contrat de performance énergétique est un mode contractuel qui vise à diminuer le coût d’exploitation d’un bâtiment ou d’un parc de bâtiments, en réduisant la consommation d’énergie. 323. Les contrats de performance énergétique sont donc très naturellement liés à la conjoncture énergétique, possèdent des modèles économiques et financiers divers - qui mettent notamment en jeu un montant d’investissement, une durée et une économie garantie sur cette durée - ne permettant pas d’assurer de façon généralisée leur financement par les seules économies de charges garanties. 
Freins techniques. Tous les freins techniques tiennent à la mesure de l’effet réel des actions mises en œuvre dans le cadre du contrat de performance énergétique par rapport à un point de départ et des conditions d’utilisation objectivement déterminables. Ces freins portent ainsi sur les difficultés à définir une situation de référence, de contractualiser un protocole de mesure des performances énergétiques et, enfin, de faire évoluer dans le temps, parfois long, les engagements contractuels en fonction des modifications des conditions d’utilisation du bâtiment". 